# Dongnan Qiuling
Dongnan Qiuling är kullar i Kina. De ligger i den sydöstra delen av landet, 1 800 km söder om huvudstaden Peking.